# Littérature kirghize

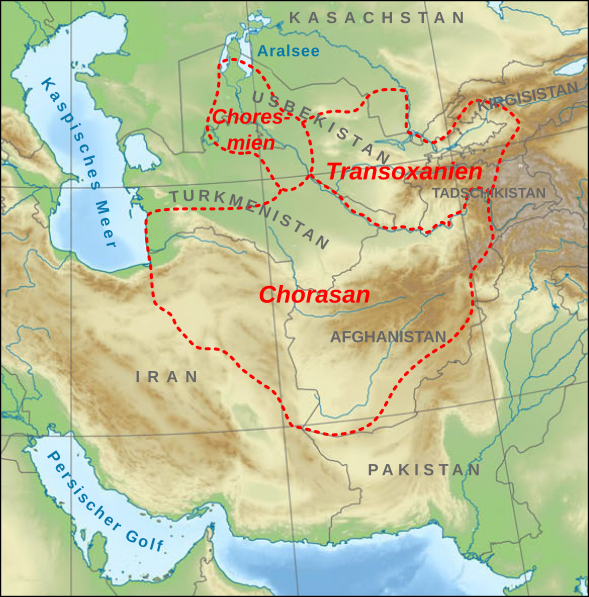
Frontières de la Transoxiane (avec le Grand Khorasan et la Chorasmie) superposées sur les États actuels.

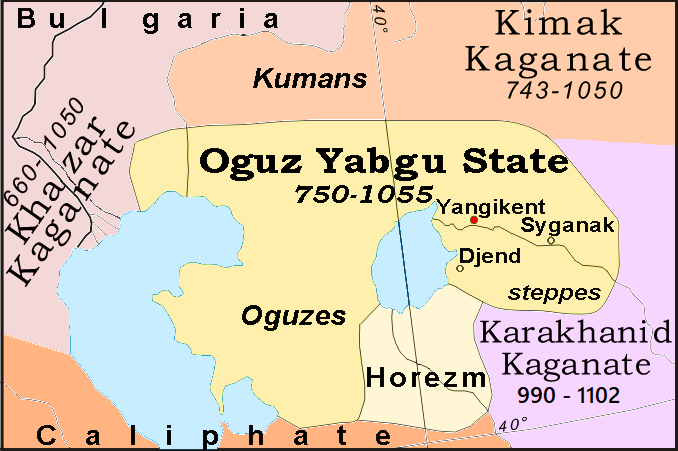
Carte de l'État oghouze Yagbu, 750-1055

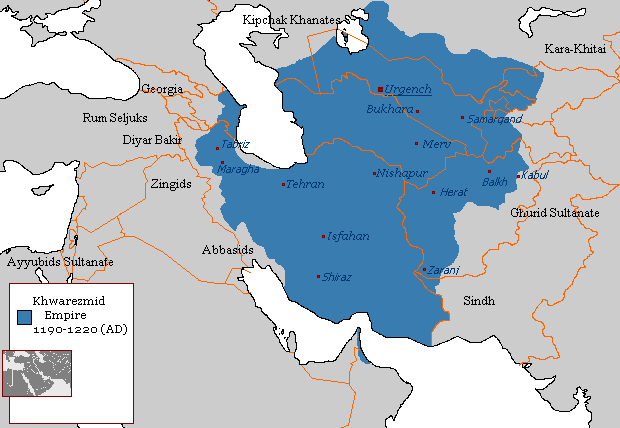
L'empire khorezmien juste avant l'invasion mongole

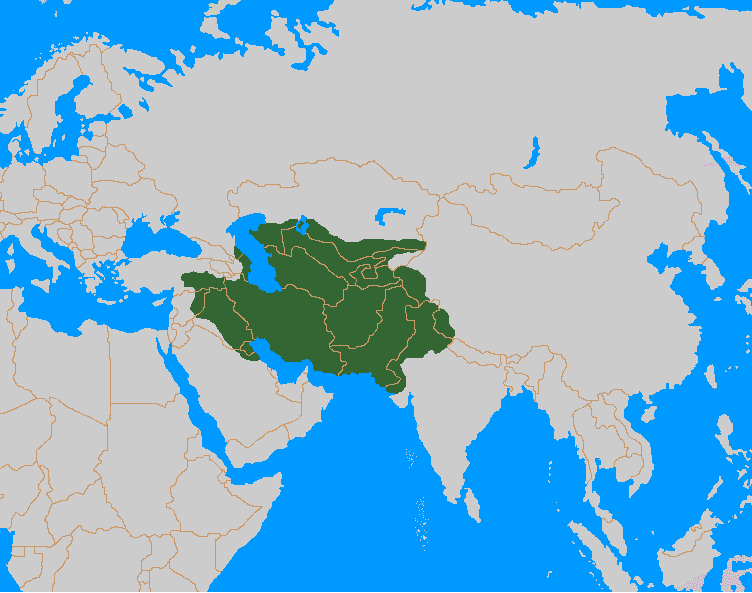
L'empire de Tamerlan (1365-1405)

Turkestan russe vers 1900

La littérature kirghize englobe toutes les productions littéraires au Kirghizistan, pays de l'Asie centrale, par ses habitants (6 000 000, estimation 2020, pour une population estimée à 1 740 000 en 1950) et/ou uniquement en kirghiz (6 à 7 millions de kirghizophones). Elle peut ainsi intégrer les pratiques des minorités linguistiques, des diasporas, et les productions en langues étrangères comme le russe (langue co-officielle), l'ouzbek, l'ouïghour et l'anglais.

## Contexte historique
Les Kirghizes ou Kirghiz sont un peuple de langue turcique (le kirghize) résidant au Kirghizistan et dans les régions frontalières du Tadjikistan et de l'ouest de la Chine (région autonome du Xinjiang).
Quelles que soient les ethnies, le pastoralisme nomade s'est longtemps accommodé du commerce caravanier de la route de la soie, avec tous les transports et apports, matériels, financiers, culturels, linguistiques, spirituels. L'Église de l'Orient
et le Nestorianisme en font partie.
La région est islamisée dès la conquête musulmane de la Transoxiane aux 8e-12e siècles, et donc arabisée au moins pour la religion et le commerce.

## Littérature orale
L'épopée et le poème mélodique improvisé, sont les expressions artistiques par excellence. Ce dernier est accompagné au moyen d'un instrument à trois cordes, le komouz. L'improvisation poétique fait l'objet de joutes entre deux orateurs, les aïtysh, agrémentant les festivités officielles ou privées et récompensées de prix. C'est également un spectacle télévisé à succès.
L'épopée Manas, phénomène littéraire par son volume et son emphase, transmise et enrichie sur plusieurs siècles par la tradition orale, fait la fierté d'un peuple qui connaît actuellement un processus de réappropriation de ses racines historiques et mythologiques. Le nom de Manas est accolé à de nombreuses institutions telles que des universités, centres culturels, aéroports, ensembles architecturaux, formations artistiques, plans gouvernementaux, rues... Les valeurs incarnées par le héros éponyme (courage, fougue, noblesse…) sont mobilisées par les ouvrages éducatifs et la propagande publique. Il est le symbole de l'unité des kirghizes.
Outre Manas, le répertoire kirghize compte de nombreuses autres épopées de moindre importance et de moindre ampleur telles que Kokojach ou Kurmambek, qui mettent en scène des héros mythiques. Bien que mettant en scène des motifs variés (la bravoure, l'honneur, la fidélité...), chaque épopée est, en général, dominée par un thème anthropologique tel que le rapport à la nature, le rapport au père... Certaines d'entre elles, ou tout au moins certains personnages, appartiennent aussi au folklore kazakh.
- Toktogul Satilganov (1864-1933)

- Épopées des peuples turcs : Manas, Manasologie, Kojojash, Koroghlou, Töshtük
- Akyn, conteur-chanteur (kazakh ou kirghiz), interprète, créateur potentiel, s'accompagnant au luth komuz. Les akyn qui peuvent réciter l'épopée de Manas sont appelés "manaschys".
- Jyrchy (jyraou), conteur-chanteur, interprète, en domaine kazakh principalement
- Aïtys, joute verbale entre conteurs (en pays kazakh et kirghiz, au moins), joute oratoire, battle
- Dastan, conte épique (domaine persan, tadjik, ouzbek, kazakh, turkmène, etc), dont se compose l'histoire orale, la tradition orale

## Histoire littéraire

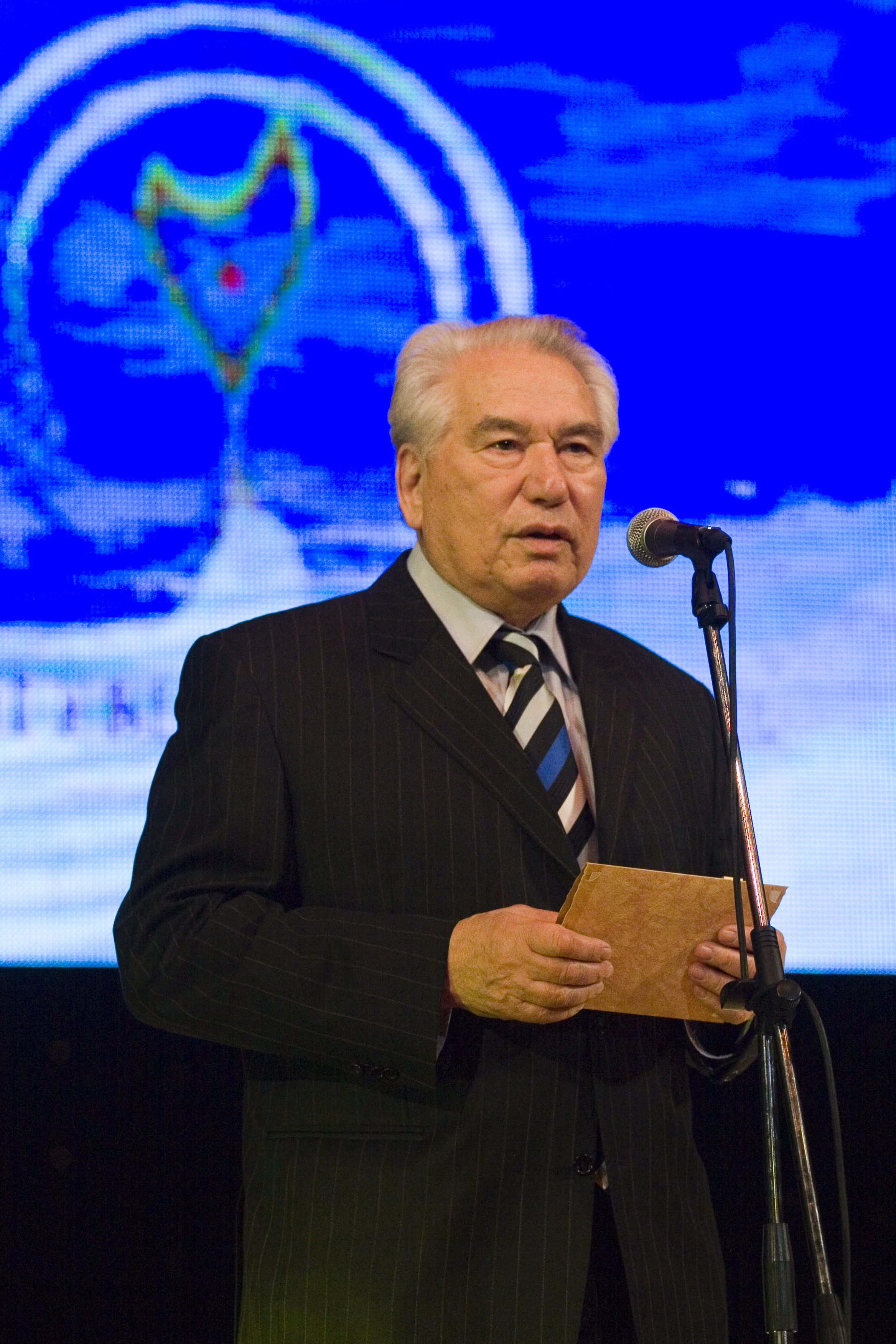
Tchinguiz Aïtmatov (2007)

Quelles que soient les ethnies, le pastoralisme nomade s'est longtemps accommodé du commerce caravanier de la route de la soie, avec tous les transports et apports, matériels, financiers, culturels, linguistiques, spirituels.
La région est islamisée dès la conquête musulmane de la Transoxiane aux 7e-8e siècles, et donc arabisée au moins pour la religion et le commerce.
La littérature kirghize reste principalement orale jusqu'au XXe siècle, avec des récits épiques nationaux, guerriers et lyriques, tels que Manas, Kedeï-khan ou Kourmanbek.
Dans le domaine de la littérature écrite, se détache la figure de Tchinguiz Aïtmatov, auteur de nombreux livres, dont certains furent traduits en français par Louis Aragon. On peut citer notamment Le premier maître, Jamilia, Le billot et Un jour long comme un siècle. Ses livres ont fait l'objet de nombreuses adaptations cinématographiques.
Début 2021, l'édition kirghize de Wikipédia recense 300 écrivains kirghizes, et la version russe 71.

### 11e-18esiècles
De nombreux écrivains kirghiz, poètes, chanteurs, conteurs, ou chroniqueurs, s'expriment en d'autres langues : persan ou tchaghataï/ouzbek.

### 19esiècle
La conquête russe du Turkestan (1739-1895) modifie durablement la société : russification linguistique, développement des infrastructures.

### 20esiècle
Dans la seconde moitié du siècle, la Russie s'étend, colonise, établit un Turkestan russe (5 280 983 habitants en 1897), et favorise la sédentarisation. Le siècle est aussi celui de l'éveil national.
Le siècle est plus politiquement engagé, en partie en réalisme socialiste. Depuis l'indépendance, la lutté idéologique s'intensifie : dissidence, répression, censure, révolution des Tulipes (2005), révolution kirghize de 2010.
- Togolok Moldo (1860-1940), poète, parolier de chanson populaire
- Toktogul Satilganov (1864-1933), poète, conteur, chanteur
- Rahmonberdi Madazimov (en) (1875-1933), homme de théâtre (Théâtre Babour)
- Barpy Alykulov (1884-1949), chanteur, conteur
- Aaly Tokombajew (de)De (1904-1988), poète
- Iasyr Shivaza (en) (1906-1988), poète, traducteur, éditeur, linguiste, activiste, Doungane
- Kasym Tynystanov (en) (1901-1938), scientifique, poète
- Urinboy Rakhmonov (en) (1910-1980), acteur, metteur en scène, dramaturge (à Osch)
- Tugelbay Sydykbekov (en) (1912-1997), nouvelliste, Héros de la République kirghize
- Alikul Osmonov (1915-1950), poète
- Fiodor Samokhine (1918-1992), journaliste, traducteur, romancier
- Suyunbai Eraliev (1921-?)[2] poète, Héros du peuple kirghiz 2006
- Sooronbai Zhusuev (ru)[3], poète, Héros du peuple kirghiz 2007
- Tchinguiz Aïtmatov (1928-2008), nouvelliste, romancier, ‘’Djamila’’ (1958)
- Tölögön Kasymbekow (de) (1931-2011), romancier, journaliste
- Ernest Tursunov (en) (1935-2014), poète
- Janysh Kulmambetov (en) (1955-), dramaturge
- Tursunbai Bakir Uulu (en) (1958-), historien, politicien
- Tyntchtykbek Tchoroev (en) (1959-), journaliste, historien
- Zamira Sydykova (en) (1960-), universitaire, journaliste, ambassadrice

### 21esiècle
L'indépendance de 1991 est une nouvelle époque : Révolution des Tulipes (2005), Révolution kirghize de 2010, Manifestations de 2020 au Kirghizistan
- Cholpon Orozobekova (en) (1975-), journaliste, analyste, activiste
- Elena Skochilo (en), photographe, éditrice, blogueuse
- Aida Kasymalieva (en) (1984-), journaliste, politicienne
- Andisha Shahii (en) (1991-), poétesse, nouvelliste
- Tolong Kasymbekov, writer, Héros du peuple kirghiz 2007
- Zhusup Mamay, conteur, Héros du peuple kirghiz 2014

## Auteurs
- Écrivains kirghiz
- Liste de poètes en langages turcs

## Œuvres
- Épopées des peuples turcs : Manas, Manasologie, Kojojash, Koroghlou, Töshtük
- Histoire orale, Tradition orale

## Théâtre
- Théâtre au Kirghizistan (ru)
- Théâtre Babour (1914), à Och
- Théâtre dramatique russe Bichkek (de) (1935)
- (en) Simon Tordjman, Une introduction au théâtre actuel en Asie centrale et en Afghanistan, 2006 (IETM, International network for contemporary performing arts)[4]
- Sabira Kumushaliyeva (1917-2007), actrice, Héroïne de la République kirghize 2000

## Institutions
- Hymne national de la République kirghize
- Héros de la République kirghize (en)
- Liste de prix littéraires